# 北京农业大学

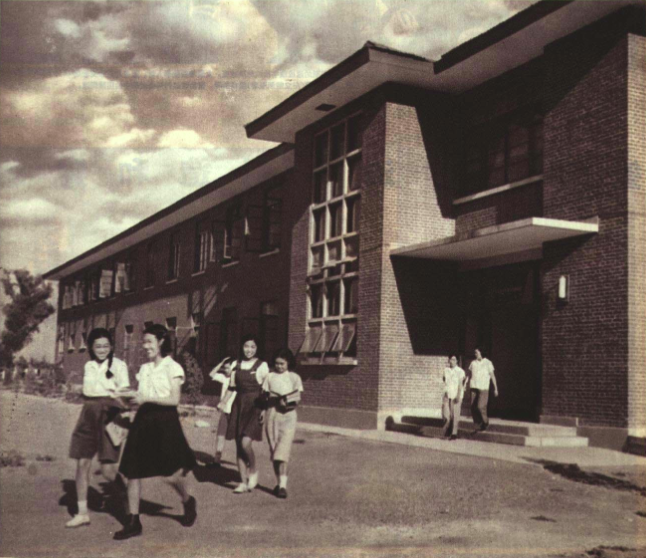
1952年北京农业大学五一楼

北京农业大学是1949年9月由北京大学农学院、清华大学农学院和华北大学农学院合并而成的一所大学，1995年9月与北京农业工程大学合并成立中国农业大学。

## 校史

### 北京大学农学院

#### 初创
1898年，中国近代意义上第一所国立综合性大学京师大学堂建立。1905年，作为京师大学堂八个分科大学之一的农科大学开始筹建。1914年2月，农科大学独立，改组为国立北京农业专门学校，以“教授农业高等学术，养成专门人才”为办学宗旨，是当时北京著名的国立八校之一。1923年3月，北京农业专门学校改为国立北京农业大学，以“改进农业及农民生活，培养各种农业专门人才，期与农民通力合作，蔚成农村立国”为新的办学宗旨。1928年，国民政府改北京为北平，实行大学区制，将北京国立九校合并组建国立北平大学，农大旋即改为国立北平大学农学院。
1937年抗日战争爆发后，北平大学迁往西安，与北平师范大学和北洋工学院等院校组成西安临时大学。1938年，国民政府教育部以“发展西北高等教育，提高边省文化”为由，命令西安临时大学南迁汉中，改为国立西北联合大学，临时大学农学院改为西北联大农学院。同年7月，西北联大农学院与国立西北农林专科学校合并，组建国立西北农学院。

#### 重建
1946年10月，北京大学在北平复学，于原北平大学农学院院址重建农学院。北京大学农学院汇聚了一大批学界才俊，并建立起比较完善的院系体制，为当时全国农业院校之冠，其中，土壤肥料学系和兽医学系更是国内仅有。
1949年7月，辅仁大学农学院并入北京大学农学院。

### 清华大学农学院
1921年，清华学校开办农科，设立作物学、果树园艺学、畜牧学等课程，以为志愿赴美学农之选修。1934年，清华大学创办农业研究所。1946年，清华大学复员北平，以农业研究所为基础，正式成立农学院。

### 华北大学农学院
华北大学农学院前身是1940年中共中央创办的延安自然科学院生物系。1943年，延安自然科学院并入延安大学，1944年，自然科学院生物系改为农业系。内战期间，自然科学院向华北地区转移。1947年3月，为了“开展农村大生产运动，为战争和人民服务”，晋冀鲁豫边区以原自然科学院农业系为基础，在山西长治建立北方大学农学院。1948年7月，北方大学与华北联合大学合并成立华北大学，农学院随之改为华北大学农学院，迁往河北石家庄。

### 北京农业大学

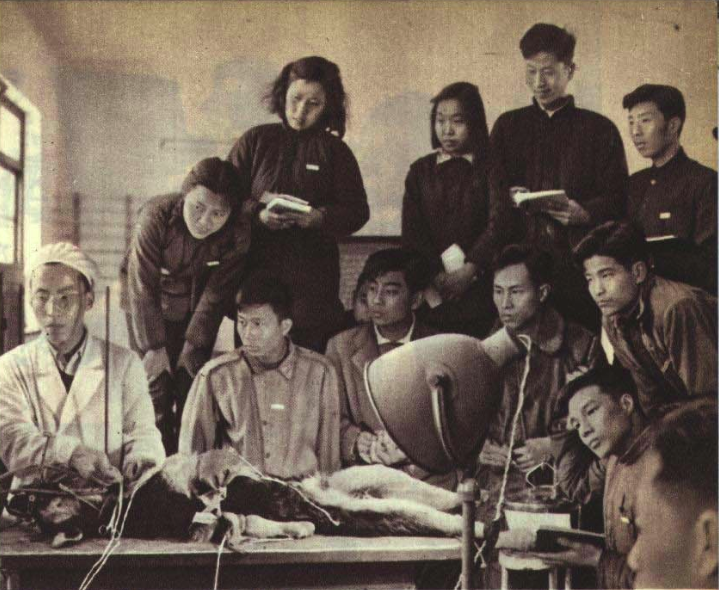
1952 北京农业大学畜牧系

1949年9月29日，北京大学、清华大学、华北大学三所大学的农学院合并，并于1950年4月正式命名为北京农业大学。
1954年和1984年，北京农业大学分别被国务院列为全国六所重点院校和全国重点建设的十所高等院校之一。1958年，因实验田、试验站建设需要，北京农业大学由罗道庄迁至马连洼（即今中国农业大学西校区所在地）。此前罗道庄校址曾计划由中国人民解放军通信工程学院使用，但后者最终于1958年迁至西安，成为现在的西安电子科技大学，罗道庄校址后被北京量具刃具厂占用，原农科大学建筑不复存在，现已改建为颐源居小区。
1970年8月迁往陕北甘泉县。1971年并入延安大学。1973年4月迁往河北涿县，称华北农业大学。1978年迁回北京原址复名。
1995年9月，北京农业大学与北京农业工程大学合并成立中国农业大学。